# Peng Chau
Peng Chau is een klein Chinees eiland gelegen langs de noordoostelijke kust van Lantau, in Hongkong, dat een oppervlakte van 0,99 km² heeft. Peng Chau is bekend om de toegankelijkheid van verse vis. Op en rond het eiland zijn er diverse tempels gebouwd, zoals de Tianhoutempel van Peng Chau, gebouwd in 1792. Het hoogste punt van het eiland is Finger Hill, die is 95 meter hoog. Het politieke orgaan van het eiland is het plattelandscomité.

## Transport
Het belangrijkste vervoermiddel op het eiland is de fiets. De enige auto op het eiland is een ambulance. Peng Chau is bereikbaar via een veerboot, de Hong Kong & Kowloon Ferry, vanaf het Central and Western District op Hongkong eiland, of door veerboten vanuit Mui Wo, Chi Ma Wan en Cheung Chau. Helikopters worden soms gebruikt in medische noodgevallen.

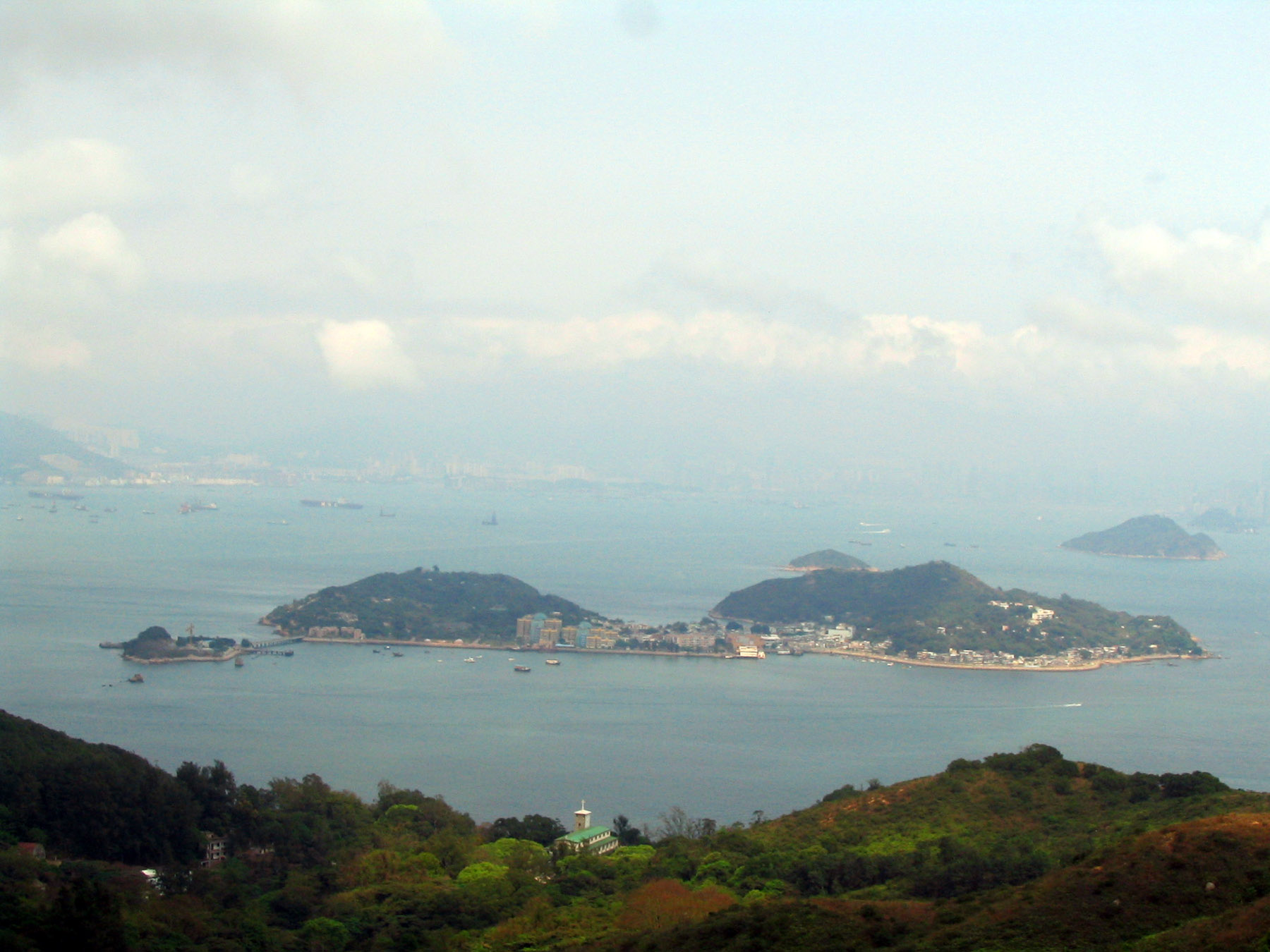
Peng Chau gefotografeerd vanaf het eiland Lantau
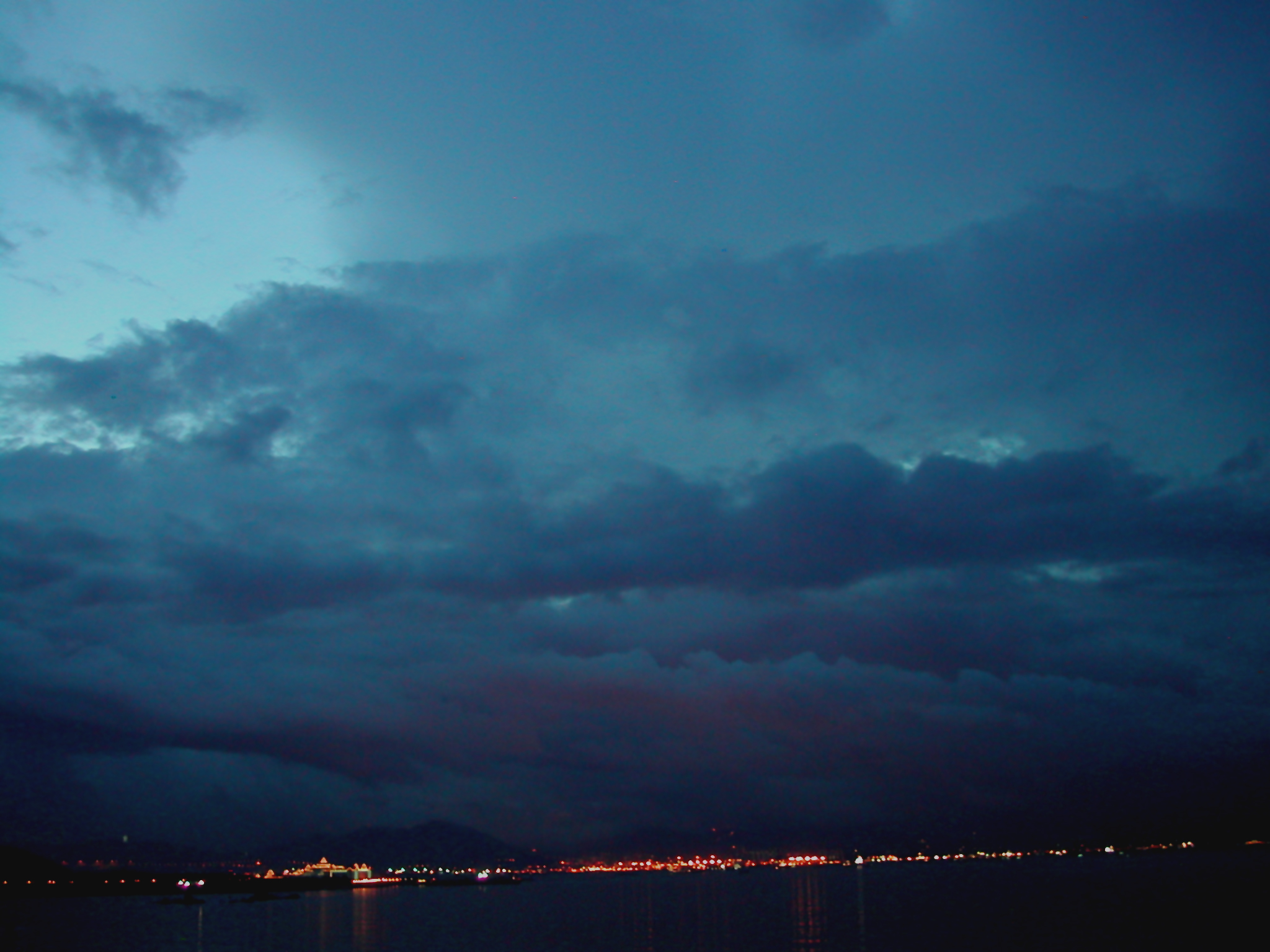
Ochtendgloren in Peng Chau

## Bekende inwoners
- Lee Kin Wo, een van de bekendste voetballers uit Hongkong